# روبرت كورونادو
روبرت كورونادو (بالإنجليزية: Robert Coronado)‏ هو لاعب كرة قدم أمريكي في مركز الدفاع، ولد في 3 أغسطس 1996 في لا هابرا في الولايات المتحدة. لعب مع Cal State Fullerton Titans men's soccer ‏.